# Cal Carreu (paratge)

El paratge de Cal Carreu, respecte del terme d'Abella de la Conca

Cal Carreu és una partida del terme municipal d'Abella de la Conca, a la comarca del Pallars Jussà, en territori del poble de Bóixols.
Està situada al nord de Bóixols, al voltant de la vella masia de Cal Carreu, al sud-est de Cal Mascarell i al sud-oest de Cal Mestre. És també al nord-est de Les Solanetes i a llevant del Clot de la Viuda.

## Etimologia
Es tracta d'un topònim romànic modern que explica l'origen d'antics estadants de la casa, si no dels mateixos que van bastir per primer cop la casa de la qual depenia aquest paratge, procedents, probablement, del veí poble de Carreu.